# Campeonato Mundial de Atletismo em Pista Coberta de 2018 - Salto em distância masculino
A prova do salto em distância masculino do Campeonato Mundial de Atletismo em Pista Coberta de 2018 ocorreu no dia 2 de março na Arena Birmingham, em Birmingham, no Reino Unido. 

## Recordes
Antes desta competição, os recordes mundiais e do campeonato nesta prova eram os seguintes:
|                       | Nome         | Nacionalidade  | Distância | Local       | Data                  |
| --------------------- | ------------ | -------------- | --------- | ----------- | --------------------- |
| Recorde mundial       | Carl Lewis   | Estados Unidos | 8m 79cm   | Nova Iorque | 27 de janeiro de 1984 |
| Recorde do campeonato | Iván Pedroso | Cuba           | 8m 62cm   | Maebashi    | 7 de março de 1999    |

## Medalhistas
| Ouro                         | Prata               | Bronze              |
| Juan Miguel Echevarría (CUB) | Luvo Manyonga (RSA) | Marquis Dendy (USA) |

## Cronograma
Todos os horários são locais (UTC+0).
| Data       | Hora  | Evento |
| ---------- | ----- | ------ |
| 2 de março | 19:35 | Final  |

## Resultado final
A final ocorreu dia 2 de Março às 19:35.  
| Posição           | Atleta                 | Nacionalidade  | #1   | #2   | #3   | #4   | #5   | #6   | Resultados | Notas                |
| ----------------- | ---------------------- | -------------- | ---- | ---- | ---- | ---- | ---- | ---- | ---------- | -------------------- |
| Medalha de ouro   | Juan Miguel Echevarría | Cuba           | 8.19 | 8.28 | x    | 8.36 | 8.46 | 7.86 | 8.46       | Melhor marca do ano  |
| Medalha de prata  | Luvo Manyonga          | África do Sul  | x    | x    | 8.33 | 8.44 | x    | x    | 8.44       | Recorde africano     |
| Medalha de bronze | Marquis Dendy          | Estados Unidos | 7.92 | 8.02 | x    | 7.86 | 8.42 | 8.18 | 8.42       | Recorde pessoal      |
| 4                 | Jarrion Lawson         | Estados Unidos | 7.92 | 7.86 | 8.02 | 8.01 | 8.14 | x    | 8.14       |                      |
| 5                 | Shi Yuhao              | China          | x    | 7.88 | 8.01 | 7.57 | 8.12 |      | 8.12       |                      |
| 6                 | Ruswahl Samaai         | África do Sul  | 7.95 | 8.02 | 8.05 | 7.89 | 7.92 |      | 8.05       | Recorde da temporada |
| 7                 | Radek Juška            | Chéquia        | 7.99 | 7.67 | 7.47 | x    | x    |      | 7.99       | Recorde da temporada |
| 8                 | Eusebio Cáceres        | Espanha        | 7.91 | x    | x    | –    | x    |      | 7.91       |                      |
| 9                 | Miltiadis Tentoglou    | Grécia         | x    | x    | 7.82 |      |      |      | 7.82       |                      |
| 10                | Huang Changzhou        | China          | 7.31 | 7.75 | 7.35 |      |      |      | 7.75       |                      |
| 11                | Tyrone Smith           | Bermudas       | 7.75 | x    | x    |      |      |      | 7.75       |                      |
| 12                | Emiliano Lasa          | Uruguai        | 7.72 | 4.96 | x    |      |      |      | 7.72       | Recorde da temporada |
| 13                | Maykel Massó           | Cuba           | 7.71 | –    | –    |      |      |      | 7.71       |                      |
| 14                | Godfrey Khotso Mokoena | África do Sul  | 7.53 | x    | x    |      |      |      | 7.53       | Recorde da temporada |
| 15                | Damar Forbes           | Jamaica        | x    | 7.18 | 7.21 |      |      |      | 7.21       |                      |

Legenda
| Recorde mundial       | Recorde mundial (World record)               |                       | Recorde africano                      | Recorde africano (African) |                                           | Q | Classificado por posição (Qualified) |
| Recorde do campeonato | Recorde do campeonato (Championship record)  | Recorde da América    | Recorde da América (Americas)         | q                          | Classificado por melhor tempo (Qualified) |   |                                      |
| Melhor marca do ano   | Melhor marca do ano (World leading)          | Recorde asiático      | Recorde asiático (Asian)              | DNS                        | Não largou (Did not start)                |   |                                      |
| Recorde nacional      | Recorde nacional (National record)           | Recorde europeu       | Recorde europeu (European)            | DNF                        | Não terminou (Did not finish)             |   |                                      |
| Recorde pessoal       | Recorde pessoal do atleta (Personal best)    | Recorde da Oceania    | Recorde da Oceania (Oceania)          | DSQ / DQ                   | Desclassificado (Disqualified)            |   |                                      |
| Recorde da temporada  | Recorde da temporada do atleta (Season best) | Recorde sul-americano | Recorde sul-americano (South America) | NM                         | Sem marca (No mark)                       |   |                                      |